# Michał Szołkowski
Michał Szołkowski, ps. Brolis (lit. brat; ur. 17 października 1847, zm. 18 maja 1897 w Petersburgu) – inżynier wojskowy, kapitan, publicysta, prozaik, architekt i pedagog.

## Życiorys
W sferze literackiej Michał Szołkowski zaczął się wypowiadać w okresie zakazu języka litewskiego. Prace zostały napisane w języku polskim pod pseudonimem Brolis. W roku 1886 debiutował na łamach warszawskiego tygodnika polityczno-społecznego i literackiego Prawda, gdzie ukazał się zbiór jego opowiadań „Z notatek pesymisty”. W latach 1886–1894 r. był korespondentem tygodnika Prawda w St. Petersburgu.
Dzieła Michała Szołkowskiego przedstawiające litewską wieś – legenda „Zemsta” i opowiadanie wiejskie „Jurgis Durnialis” ukazały się w roku 1890 w warszawskim tygodniku Głos, a także zostały przetłumaczone na język litewski przez Vincasa Kudirkę i opublikowane w litewskim miesięczniku "Varpas".
W roku 1894 opowiadanie „Jurgis Durnelis” zostało przetłumaczone na język rosyjski (tłumaczenie L. Wasilewskiego) i wydane przez wydawnictwo I.D.Sytina.
W 1902 roku w Plymouth, Pennsylvania, ukazała się książka M. Szołkowskiego w języku litewskim (przekład V. Kudirki) z dwoma opowiadaniami: „Pagieża” i „Jurgis Durnelis”.
W roku 1908 był napisany scenariusz do spektaklu „Jurgis Durnelis” według opowiadania pod tym samym tytułem  Michała Szołkowskiego (Brolis). Scenariusz napisał Gabrielius Landsbergis-Žemkalnis.
Kapitan Michał Szołkowski był członkiem i jednym z założycieli Towarzystwa Dobroczynności przy rzymskokatolickim kościele św. Katarzyny (centrum wspólnoty chrześcijańskiej) w Petersburgu, założonego w 1884 roku.
Pod koniec swego życia Michał Szołkowski był nauczycielem w gimnazjum męskim przy kościele św. Katarzyny w Sankt Petersburgu.
W Petersburgu, przy alei Kamennoostrovskij 58 jest budynek warsztatu mechanicznego R. M. Vetzera, zbudowany w roku 1895 według projektu inżynierskiego Michała Szołkowskiego.

## Utwory Brolisа[19]
- 1886–1887 – „Z dziennika pesymisty”,
- 1887 – „Złoczyńca”, „Kapral”,
- 1888 – „Sen filozofa”,
- 1890 – „Ibrahim”, „Zemsta”, „Jurgis Durnelis”,
- 1892 – „Ałtaj”,
- 1890 – „Z notatek starego kawalera[20]”,
- 1892 – „Baśń mitologiczna”,
- 1896 – „Lewonas Jodas[21]”.

1892 r. w Warszawie została wydana książka pod tytułem “Marzenia”, która zawierała cztery utwory: „Baśń mitologiczna”, „Jurgis Durnelis”, „Ibrahim” i „Z pamiętnika pesymisty”.
Utwór Michała Szołkowskiego „Wezwanie do poety” został opublikowany w książce zbiorowej dla uczczenia dwudziestopięcioletniej działalności redaktora warszawskiego tygodnika Prawda, Aleksandra Świętochowskiego 1870–1895”.

## Śmierć
Michał Szołkowski (Brolis) zmarł 18 maja 1897 r. w Petersburgu. Został pochowany na katolickim cmentarzu Wyborskim w Petersburgu.

O zmarłym pisarzu, Michale Szołkowskim, warszawski tygodnik Głos pisał:  
„Z prawdziwym żalem odebraliśmy wiadomość o śmierci człowieka mało znanego w naszej literaturze współczesnej, jednego z tych jednak, którzy najbardziej godni są stać w jej przednich szeregach. Pisarzem tym jest M. Szołkowski, znany bardziej czytającemu ogółowi pod pseudonimem Brolisa. Zmarły nie dbał o rozgłos tani, nie przeciskał się wśród ciżby z lada towarem, nie dawał byle partactwa na rynek literacki i dla tego zostawił po sobie niewiele, chociaż talent miał znaczny. Utwory swoje drukował głównie w Prawdzie („Z dziennika pesymisty”, „Złoczyńca”, „Ibrahim, „Sen filozofa” itd.). Ostatnim utworem Brolisa, jaki się w druku ukazał, był „Lewonas Jodas”, drukowany w roku zeszłym w Głosie. Rodzajem talentu różnił się Brolis także od dzisiejszego rojowiska zniecierpliwionych, histerycznych niemal obrazkopisarzy, tworzących ręką tylko, a nie sercem i głową.”